# Borneó
Az indonéz szigetvilágban elterülő Borneó vagy  indonézül Kalimantan Földünk harmadik legnagyobb szigete, nagysága 743 330 km².
Területén három ország, Indonézia, Malajzia, és Brunei osztozik.

## Földrajz
Borneót északról-északnyugatról a Dél-kínai-tenger, északkeletről a Sulu-tenger, keletről a Celebesz-tenger, valamint a Makassar-szoros, délről pedig Jáva-tenger, valamint a Karimata-szoros határolja. A szigettől nyugatra helyezkedik el a Maláj-félsziget, valamint Szumátra szigete, délre Jáva, keletre Celebesz, északkeletre pedig a Fülöp-szigetek.
A sziget legmagasabb pontja a Mount Kinabalu Malajzia Sabah tartományában, a Kinabalu Parkban a maga 4095 méterével.

## Természeti környezet

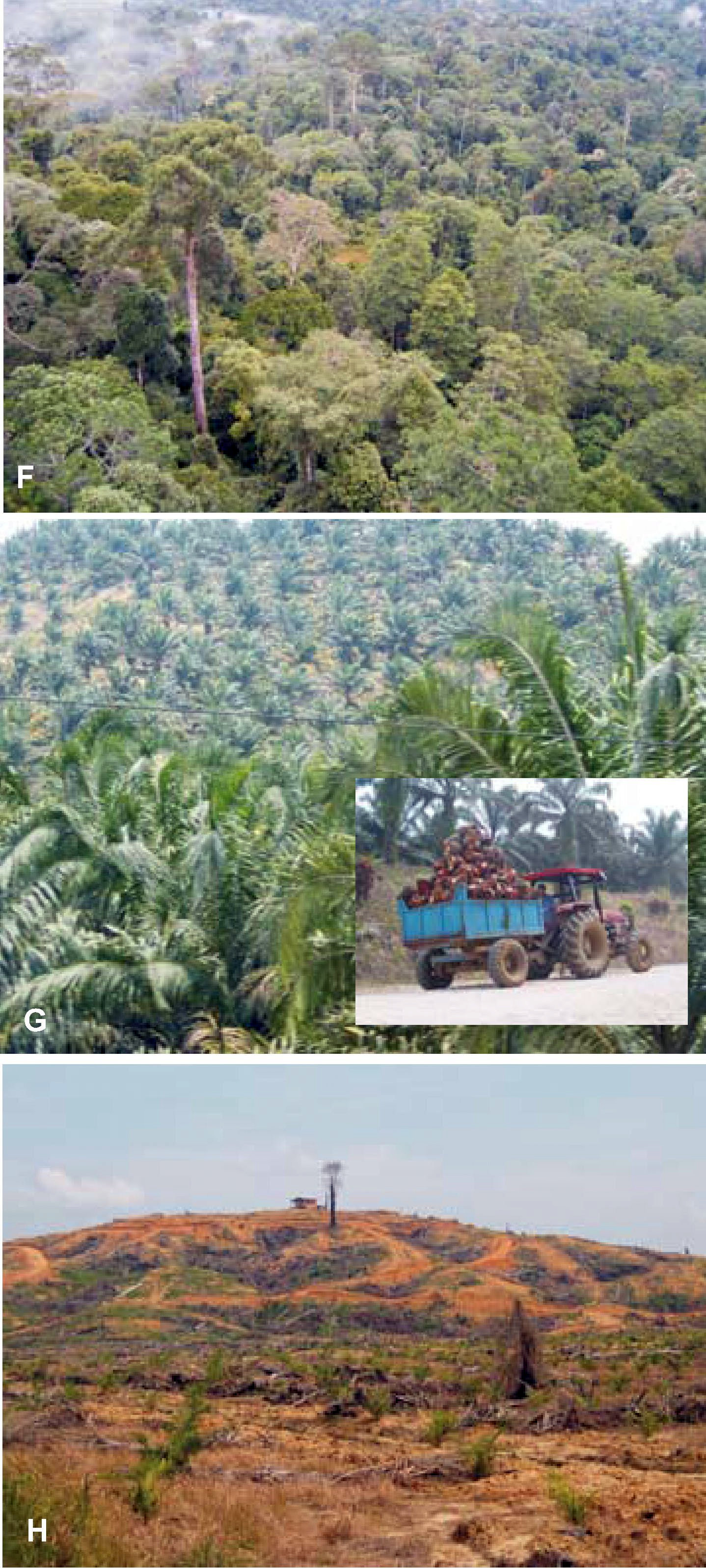
Az esőerdők irtása folyamatos

Borneó területén található az ázsiai térség egyik legkiterjedtebb, legegybefüggőbb trópusi esőerdőállománya, melynek mérete azonban a maláj ipar, valamint más, multinacionális cégek faigényének köszönhetően napról napra csökken. A világ jelenlegi trópusi fakitermelésének mintegy fele Borneóról származik. A fakitermelésen túl az esőerdők területét tovább csökkentik a folyamatosan szaporodó pálmaültvevények is, melyekből pálmaolaj készül. Jelentős faállomány pusztult el az 1997-ben és 1998-ban a szigeten dühöngő erdőtűz miatt, amelyet vélhetően emberi mulasztás okozott, felelőtlen tűzgyújtás formájában, az El Niño következményeként beköszöntő rendkívül száraz időszakban.
A még meglevő esőerdők jelentik a borneói orangután, valamint több endemikus, ritka faj, mint például a borneói törpeelefánt, a szumátrai orrszarvú vagy a ködfoltos párduc egyetlen természetes élőhelyét. Tény, hogy a sziget Délkelet-Ázsiában egyedülálló természeti értékekkel rendelkezik, és a WWF szerint a legtöbb itt élő fajt a kipusztulás fenyegeti, mivel az indonéz kormány a közelmúltban jelentette be a világ legnagyobb pálmaültetvénye létrehozásának tervét, amely nagyjából Magyarország területének egyötödével lesz egyenlő.
Mindez Jáva túlnépesedésedésének megoldását és a Borneóra telepedő farmerek támogatását szolgálná, ám az esőerdők talajának megfelelősége erősen kétségessé teszi a vállalkozást.
2007. február 19-én a WWF több évtizedes munkájának eredményeként Brunei, Indonézia és Malajzia aláírta a „Borneó Szíve Nyilatkozatot” (Heart of Borneo Declaration). Az aláíró felek arra tettek ígéretet, hogy megőrzik és fenntarthatóan kezelik a világ egyik legértékesebb élőhelyét, a „Borneó Szívének” nevezett esőerdőt. 1996 óta évente átlagosan 2 millió hektár területen vágták ki az erdőt, ami napjainkra eredeti méretének felére csökkent.

## Történelem
Borneó a 15-17. század között élte virágkorát, ekkor a sziget egész területét egyetlen ország, a Brunei Birodalom irányította. Az európaiak terjeszkedésének köszönhetően a sziget közigazgatási egysége megbomlott, területén a hollandok és a britek osztozkodtak. A mai állapot 1984-ben, Brunei függetlenségének elnyerésével alakult ki.
1962 és 1964 között a szigeten fegyveres konfliktus robbant ki Indonézia és Malajzia között.

## Népesség
A teljes sziget lakossága 2010-ben 19,8 millió fő volt.
| 2009 | 18 590 000 |

## Közigazgatás

Borneó térképe

A sziget országainak területén 2025-ben az alábbi közigazgatási beosztás van érvényben:
- Indonézia provinciái: Kelet-, Dél-, Nyugat-, Észak- és Középső-Kalimantán.
- Malajzia szövetségi államai: Sabah és Sarawak.
- Brunei területe négy közigazgatási egységre (daerah) oszlik.

### Legnagyobb városok
A legnagyobb városok népességi sorrendben 2010-ben. Kalimantan Borneó indonéziai területe, Sabah és Sarawak maláj államok. 
|     | Város               | Ország    | Közig. alegység | Népesség (2010, fő) | Népsűrűség (fő/km²) |
| --- | ------------------- | --------- | --------------- | ------------------- | ------------------- |
| 1.  | Samarinda           | Indonézia | Kalimantan      | 727 500             | 929                 |
| 2.  | Banjarmasin         | Indonézia | Kalimantan      | 625 481             | 8687                |
| 3.  | Kuching             | Malajzia  | Sarawak         | 617 886             | 332                 |
| 4.  | Balikpapan          | Indonézia | Kalimantan      | 557 579             | 1058                |
| 5.  | Pontianak           | Indonézia | Kalimantan      | 554 764             | 5146                |
| 6.  | Kota Kinabalu       | Malajzia  | Sabah           | 462 963             | 1319                |
| 7.  | Tawau               | Malajzia  | Sabah           | 412 375             | 67                  |
| 8.  | Sandakan            | Malajzia  | Sabah           | 409 056             | 181                 |
| 9.  | Miri                | Malajzia  | Sarawak         | 300 543             | 64                  |
| 10. | Bandar Seri Begawan | Brunei    |                 | 300 000             | 490                 |
| 11. | Sibu                | Malajzia  | Sarawak         | 247 995             | 111                 |
| 12. | Palangkaraya        | Indonézia | Kalimantan      | 220 962             | 92                  |
| 13. | Lahad Datu          | Malajzia  | Sabah           | 206 861             | 28                  |
| 14. | Banjarbaru          | Indonézia | Kalimantan      | 199 627             | 538                 |
| 15. | Tarakan             | Indonézia | Kalimantan      | 193 370             | 771                 |